# Alena Kotzmannová
Alena Kotzmannová (* 22. února 1974 Praha) je česká fotografka a vizuální umělkyně. Patří k čelným představitelkám české fotografie, zejména generace nastupující na domácí uměleckou scénu krátce před přelomem tisíciletí.

## Život
V letech 1992–1998 studovala na Vysoké škole uměleckoprůmyslové v Praze, nejprve u Adély Matasové v Ateliéru tvorby konceptuální a intermediální a následně v nově zřízeném Ateliéru fotografie u Pavla Štechy. Aktivně vystavovat začal v poslední třetině devadesátých let. Dvakrát se stala finalistkou Ceny Jindřicha Chalupeckého pro umělce do 35 let (2005, 2009). Její přístup k fotografii porota charakterizovala slovy: „S médiem fotografie pracuje víceméně konceptuálně, i když na první pohled jakoby tradičně. Vychází z historické zkušenosti surrealismu, poetismu, civilismu, nové věcnosti a vedle formálních i obsahových citací dodává snímkům vlastní koncept.“  Jádrem její umělecké práce dlouhodobě zůstává černobílá fotografie. Toto zaměření však není výhradní: vytvořila i soubory barevných fotografií, v některých případech černobílé snímky dodatečně kolorovala či částečně vysypávala barevnými písky. Vedle fotografických souborů příležitostně vytváří videa a objekty.

## Dílo
Prvotním východiskem jejích souborů však vždy autorské záběry všední reality, kterou souborem významově posunuje. Pro některé z nich snímky pořizuje cíleně, stejně pravidelně je ale komponuje z fotografií nastřádaných v archivu. Středem jejího zájmu je práce s časem, případně s prostorem, možnosti vizuálně nahlížet do budoucnosti či minulosti skrze fotografování přítomnosti, konstrukce fiktivních a spekulativních obrazových realit. K nakládání s časem sama dodává: „U mé práce mi připadá nedůležité vyzdvihovat kdy a kde byla fotografie byla pořízená. Jdu jakoby proti dokumentárnímu záznamu. Důležité jsou pro mě snímky, u kterých esence záznamu popírají místo a čas, takže mohou být kdykoliv a kdekoliv. Z takových snímků skládám série, které dostávají konkrétní tvar podle výběru, názvu a také podle toho, jak se v nich stavím k času. Série, které vznikaly před rokem 2000, se jakoby dívaly do budoucnosti. Analogovým foťákem a bez jakékoliv manipulace jsem se v nich snažila o snímky, které působí jako by byly z budoucnosti. A pak je to například série Klasika (2001–2004), ve které jsou opět analogově a bez manipulace chtěla mechanické oko fotoaparátu přesvědčit, aby realitu vidělo jakoby z dvacátých a třicátých let.“  Teoretik a historik fotografie Pavel Vančát tyto soubory označil za „fiktivní dokumenty“ a vytváření „paralelních světů“: „Zatímco její cyklus Dočasná osoba, který byl i její diplomovou prací na pražské VŠUP, se zabýval pod vlivem science fiction hledáním stop budoucnosti v současném světě, jakýchsi déjá-vu naruby, v souboru Station To Station se naopak pokusila o vytvoření fiktivního příběhu spojenou abstraktní osobou, která však přejímá na rozličných místech různé identity. Její poslední projekt Klasika se pouští novým směrem k noblesně jemné, téměř neznatelné historicitě, jako bychom listovali knihou neznámého data a zároveň i svojí vlastní pamětí…“  Jiný přístup k časovosti fotografie prezentovala v sérii diptychů Cyclone (2004–2005), pro který jednotlivé snímky zamýšlených dvojic fotografovala s většími časovými odstupy. Srovnání odlišností mezi fotografiemi následně znemožňovala instalací zvětšenin, kdy dvojice nebyly vidět pospolu. Dobu uplynulou mezi vznikem snímků nebylo možné fakticky ověřovat a čas zůstával jakousi nejistou složkou, která na zaznamenané vnější skutečnosti mohla, ale nemusela zanechat stopy. V pozdějším souboru Apartment (2006–2007) se pro změnu zaměřila na schopnost fotografie vytvořit obraz reálně neexistujícího prostoru, když sestavovala jakýsi hotelový interiér a výhledy do jeho okolí ze snímků, které pořídila na odlišných místech. Přesmyčky mezi skutečností a fikcí sledovala rovněž v cyklech Pokus o znovunalezení skutečnosti (2011–2018), ve kterém na základě již existujících starších fotografií jiných autorů dohledávala obdobné vlastní snímky s cílem „znovunalézt, znovupojmenovat, redefinovat v aktuálním čase a místě.“

## Samostatné výstavy
- 2020, Silikony. Fotograf Gallery, Praha[8]
- 2019 Oumuamua. AlternativaARCHA, Lubná
- 2019 QUARTZ. Galerie 1. patro, Praha
- 2018 Poslední stopa & Q: Vteřiny před… Fait Gallery, Brno (s Igorem Korpaczewkim)[9]
- 2016 Králík a královna. Galerie hlavního města Prahy, Colloredo-Mansfeldský palác, Praha[10]

- 2016 Tichá hra. České Centrum, Sofie
- 2014 Ship, Ship, Slip and Drip. hunt kastner, Praha (s Williamem Huntem)[11]

- 2013 DDMMYY. Galerie Plataforma Revólver, Lisabon
- 2012 Pobřežní hlídka. Fotograf Festival: Mimo formát / fotografie ve veřejném prostoru, Verdikt, Praha
- 2012 Tisíciúhelník. Fait Gallery, Mem, Brno (s Janem Šerých)
- 2011 Velryba má srdce velké jako osobní automobil, Fotograf Gallery, Praha (s Davidem Böhmem)[12]
- 2010 Rybí lidé. Ateliér Josefa Sudka, Praha
- 2009 NEXT TIME. Galerie současného umění a architektury – Dům umění, České Budějovice[13]
- 2008 Brýle. Galerie 35M2, Praha (host Martin Vančát)[14]
- 2008 Někde jinde. Ateliér Josefa Sudka, Praha (host David Böhm)
- 2008 Oliva v martini. hunt kastner, Praha (host Lenka Vítková)
- 2007 Klasika. Galerie Šternberk, Šternberk
- 2006 Už to zase začíná. Galerie hlavního města Prahy, Staroměstská radnice, Praha
- 2006 Underway. České centrum, New York City, USA
- 2005 Diamond Valley. Galerie G 99, Brno
- 2004 Cyclone. Galerie Jelení, Praha
- 2004 AK Fotografie. Galerie XXL, Louny
- 2002 Die Station Sehnsucht. Galerie Unsichtbar, Stuttgart (s Michalem Pěchoučkem)
- 2001 Konec filmu. Galerie 761 & Galerie Fiducia, Ostrava
- 2001 Cesta do háku. Galerie Václava Špály, Malá Špálovka, Praha
- 2001 Kyjev-Kiev. Galerie MXM, Praha (s Jiřím Davidem)
- 2000 House No.9 / Heart-Project. Mankkaa, Helsinky / vestibul metra Palackého nám.; Nadace a Centrum pro současné umění, Praha (s Marjou Kanervo)
- 1999 Temporary Person II. Palais Jalta, Frankfurt nad Mohanem
- 1998 Začasna Oseba. Galerie Križanke, Lublaň
- 1998 V prvním patře. Galerie Klatovy / Klenová, Galerie U Bílého jednorožce, Klatovy
- 1998 Dočasná osoba. Foyer Divadla Archa